# Бойові дружини анархістів

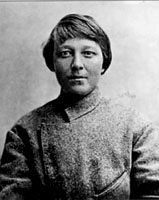
Маруся Нікіфорова

Бойові дружини анархістів — військове формування періоду громадянської війни в період з 1917 по 1918 на чолі з Марією Григорівною Нікіфоровою, більш відомою як Маруся Нікіфорова.

## Історія
На початку червня 1917 року Нікіфорова з Франції повернулася до Катеринославської губернії. Через пару місяців вона сформувала бойові анархістські дружини в Запоріжжі, Дніпрі, Одесі, Миколаєві, Херсоні, Мелітополі, Донецьку, Нікополі та інших містах. Ці загони були попередниками Чорної гвардії.
Чорна гвардія Нікіфорової забезпечила зброєю загін Нестора Махна, вона здійснила блискучу операцію з роззброєння цілого батальйону Преображенського полку. Нікіфорова організувала безперебійне постачання загонів «Чорної гвардії» не тільки зброєю, але також продовольством і фуражем; для уникнення грабунків мирного населення довелося накласти на банкірів, комерсантів і землевласників велику контрибуцію. Відомо, наприклад, що у олександрівского заводчика Бадовського вона експропріювала мільйон рублів.
У лютому 1918 року Марія Нікіфорова залишила керівництво загонами «Чорної гвардії» і цілком присвятила себе пропагандистській роботі, роз'ясненню населенню принципів анархізму. Проте в другій половині лютого на Україну рушили війська Німеччини та Австро-Угорщини. Марія знову була змушена очолити загін, який налічував 580 осіб, мав дві гармати, сім кулеметів і броньовик. Вона і її бійці брали участь у важких боях з німцями, але сили були нерівними. У квітні 1918 року, після вимушеного відступу до Таганрога і Ростову-на-Дону Марія Нікіфорова була заарештована більшовиками, загони «Чорної гвардії» роззброєні та розпущені; Нікіфорову в Таганрозі судили, звинувачуючи в пограбуванні Єлисаветграда, однак відпустили. Другий суд, в січні 1919 року, в Москві, визнав її винною «в дискредитації радянської влади», вирок був таким: «Позбавити М. Нікіфорову права займати відповідальні посади протягом шести місяців з дня присуду».
Умовно засуджена М. Нікіфорова на початку 1919 р. направляється у розпорядження, тоді, червоного комбрига Н. Махна. Там Марія займалася культурно-виховною та просвітницькою роботою, справами милосердя. У травні  Лев Троцький розпочав боротьбу з партизанщиною. Ліквідації підлягали ті командири, які не були достатньо більшовицькими та слухняними, які мали свої погляди на революцію і які могли потенційно піти шляхом Григор'єва. 25 травня в розпал наступу Шкуро Рада Оборони УСРР виносить рішення про ліквідацію махновщини. 4 червня Троцький оголосив Махно поза законом. Маруся повертається до збройної боротьби. 